# Густафссон, Филип
Филип Карл Давид Густафссон (швед. Filip Carl David Gustafsson; род. 9 марта 2002, Смоландсстенар, Йёнчёпинг) — шведский футболист, полузащитник ГАИС.

## Клубная карьера
Является воспитанником «Смоландсстенара». В его составе выступал в четвертом шведском дивизионе. В 2018 году перешёл в академию «Эльфсборга». В январе 2022 года проходил просмотр в ГАИС, с которым в итоге заключил контракт, рассчитанный на один год. Первую игру за гётеборгский клуб провёл 20 февраля на групповом этапе кубка Швеции против «Мальмё». В первом дивизионе принял участие в 26 матчах. По итогам сезона ГАИС вышел в Суперэттан. В сезоне 2023 года принял участие только в двух играх, проведя вторую половину на правах аренды в «Норрбю». ГАИС в турнирной таблице занял второе место и вышел в Алльсвенскан. 1 апреля во встрече первого тура с «Броммапойкарной» дебютировал за клуб в чемпионате Швеции, появившись на поле на последних минутах матча вместо Юакима Оберга.

## Клубная статистика
| Выступление      | Выступление      | Выступление      | Лига | Лига | Кубки | Кубки | Конт. кубки | Конт. кубки | Итого | Итого |
| Клуб             | Лига             | Сезон            | Игры | Голы | Игры  | Голы  | Игры        | Голы        | Игры  | Голы  |
| ---------------- | ---------------- | ---------------- | ---- | ---- | ----- | ----- | ----------- | ----------- | ----- | ----- |
| Смоландсстенар   | Дивизион 4       | 2017             | 6    | 0    | 0     | 0     | 0           | 0           | 6     | 0     |
| Смоландсстенар   | Дивизион 4       | 2018             | 13   | 1    | 0     | 0     | 0           | 0           | 13    | 1     |
| Смоландсстенар   | Итого            | Итого            | 19   | 1    | 0     | 0     | 0           | 0           | 19    | 1     |
| ГАИС             | Дивизион 1       | 2022             | 26   | 0    | 4     | 0     | 0           | 0           | 30    | 0     |
| ГАИС             | Суперэттан       | 2023             | 2    | 0    | 3     | 0     | 0           | 0           | 5     | 0     |
| ГАИС             | Алльсвенскан     | 2024             | 1    | 0    | 1     | 0     | 0           | 0           | 2     | 0     |
| ГАИС             | Итого            | Итого            | 29   | 0    | 8     | 0     | 0           | 0           | 37    | 0     |
| Норрбю           | Дивизион 1       | 2023             | 13   | 0    | 0     | 0     | 0           | 0           | 13    | 0     |
| Норрбю           | Итого            | Итого            | 13   | 0    | 0     | 0     | 0           | 0           | 13    | 0     |
| Всего за карьеру | Всего за карьеру | Всего за карьеру | 61   | 1    | 8     | 0     | 0           | 0           | 69    | 1     |